# FIA-Formel-3-Rennwochenende in Italien 2024
Das FIA-Formel-3-Rennwochenende in Italien 2024 war der letzte Lauf der FIA-Formel-3-Meisterschaft 2024 und fand vom 30. August bis 1. September auf dem Autodromo Nazionale di Monza in Monza statt.

## Meldeliste
Alle Teams und Fahrer verwendeten das Dallara-Chassis F3 2019, 3,4-Liter-V6-Saugmotoren von Mecachrome und Reifen von Pirelli.
| Team                  | Nr. | Fahrer                   | Chassis         | Motor             | Reifen |
| --------------------- | --- | ------------------------ | --------------- | ----------------- | ------ |
| Prema Racing          | 01  | Dino Beganovic           | Dallara F3 2019 | Mecachrome 3.4 V6 | P      |
| Prema Racing          | 02  | Gabriele Minì            | Dallara F3 2019 | Mecachrome 3.4 V6 | P      |
| Prema Racing          | 03  | Arvid Lindblad           | Dallara F3 2019 | Mecachrome 3.4 V6 | P      |
| Trident               | 04  | Leonardo Fornaroli       | Dallara F3 2019 | Mecachrome 3.4 V6 | P      |
| Trident               | 05  | Sami Meguetounif         | Dallara F3 2019 | Mecachrome 3.4 V6 | P      |
| Trident               | 06  | Santiago Ramos           | Dallara F3 2019 | Mecachrome 3.4 V6 | P      |
| MP Motorsport         | 07  | Tim Tramnitz             | Dallara F3 2019 | Mecachrome 3.4 V6 | P      |
| MP Motorsport         | 08  | Kacper Sztuka            | Dallara F3 2019 | Mecachrome 3.4 V6 | P      |
| MP Motorsport         | 09  | Alex Dunne               | Dallara F3 2019 | Mecachrome 3.4 V6 | P      |
| Campos Racing         | 10  | Noah Strømsted           | Dallara F3 2019 | Mecachrome 3.4 V6 | P      |
| Campos Racing         | 11  | Sebastián Montoya        | Dallara F3 2019 | Mecachrome 3.4 V6 | P      |
| Campos Racing         | 12  | Mari Boya                | Dallara F3 2019 | Mecachrome 3.4 V6 | P      |
| Hitech Pulse-Eight    | 14  | Luke Browning            | Dallara F3 2019 | Mecachrome 3.4 V6 | P      |
| Hitech Pulse-Eight    | 15  | Martinius Stenshorne     | Dallara F3 2019 | Mecachrome 3.4 V6 | P      |
| Hitech Pulse-Eight    | 16  | Cian Shields             | Dallara F3 2019 | Mecachrome 3.4 V6 | P      |
| Jenzer Motorsport     | 17  | Charlie Wurz             | Dallara F3 2019 | Mecachrome 3.4 V6 | P      |
| Jenzer Motorsport     | 18  | Max Esterson             | Dallara F3 2019 | Mecachrome 3.4 V6 | P      |
| Jenzer Motorsport     | 19  | Matías Zagazeta          | Dallara F3 2019 | Mecachrome 3.4 V6 | P      |
| Van Amersfoort Racing | 20  | Noel León                | Dallara F3 2019 | Mecachrome 3.4 V6 | P      |
| Van Amersfoort Racing | 21  | Sophia Flörsch           | Dallara F3 2019 | Mecachrome 3.4 V6 | P      |
| Van Amersfoort Racing | 22  | Tommy Smith              | Dallara F3 2019 | Mecachrome 3.4 V6 | P      |
| ART Grand Prix        | 23  | Christian Mansell        | Dallara F3 2019 | Mecachrome 3.4 V6 | P      |
| ART Grand Prix        | 24  | Laurens van Hoepen       | Dallara F3 2019 | Mecachrome 3.4 V6 | P      |
| ART Grand Prix        | 25  | Nikola Zolow             | Dallara F3 2019 | Mecachrome 3.4 V6 | P      |
| AIX Racing            | 26  | Tasanapol Inthraphuvasak | Dallara F3 2019 | Mecachrome 3.4 V6 | P      |
| AIX Racing            | 27  | Nikita Bedrin            | Dallara F3 2019 | Mecachrome 3.4 V6 | P      |
| AIX Racing            | 28  | Joshua Dufek             | Dallara F3 2019 | Mecachrome 3.4 V6 | P      |
| Rodin Motorsport      | 29  | Callum Voisin            | Dallara F3 2019 | Mecachrome 3.4 V6 | P      |
| Rodin Motorsport      | 30  | Piotr Wiśnicki           | Dallara F3 2019 | Mecachrome 3.4 V6 | P      |
| Rodin Motorsport      | 31  | Joseph Loake             | Dallara F3 2019 | Mecachrome 3.4 V6 | P      |

## Klassifikationen

### Qualifying

#### Gruppe A
| Pos.                                                                       | Fahrer                   | Team                  | Zeit       | SPR | HAU |
| -------------------------------------------------------------------------- | ------------------------ | --------------------- | ---------- | --- | --- |
| 01                                                                         | Leonardo Fornaroli       | Trident               | 1:38,287   | 16  | 01  |
| 02                                                                         | Gabriele Minì            | Prema Racing          | 1:38,543   | 14  | 03  |
| 03                                                                         | Santiago Ramos           | Trident               | 1:38,704   | 04  | 05  |
| 04                                                                         | Joshua Dufek             | AIX Racing            | 1:38,832   | 10  | 07  |
| 05                                                                         | Mari Boya                | Campos Racing         | 1:38,872   | 08  | 09  |
| 06                                                                         | Tasanapol Inthraphuvasak | AIX Racing            | 1:39,115   | 06  | 11  |
| 07                                                                         | Luke Browning            | Hitech Pulse-Eight    | 1:39,124   | 17  | 13  |
| 08                                                                         | Piotr Wiśnicki           | Rodin Carlin          | 1:39,273   | 20  | 15  |
| 09                                                                         | Noel León                | Van Amersfoort Racing | 1:39,350   | 21  | 22  |
| 10                                                                         | Max Esterson             | Jenzer Motorsport     | 1:39,494   | 23  | 18  |
| 11                                                                         | Cian Shields             | Hitech Pulse-Eight    | 1:39,717   | 15  | 20  |
| 12                                                                         | Noah Strømsted           | Campos Racing         | 1:39,877   | 26  | 23  |
| 13                                                                         | Tommy Smith              | Van Amersfoort Racing | 1:40,216   | 27  | 25  |
| 107-Prozent-Zeit: 1:45,167 min (bezogen auf die Bestzeit von 1:38,287 min) |                          |                       |            |     |     |
| –                                                                          | Laurens van Hoepen       | ART Grand Prix        | keine Zeit | 29  | 29  |
| –                                                                          | Kacper Sztuka            | MP Motorsport         | keine Zeit | PL  | 30  |
| Quelle:                                                                    |                          |                       |            |     |     |

#### Gruppe B
| Pos.                                                                       | Fahrer               | Team                  | Zeit     | SPR | HAU |
| -------------------------------------------------------------------------- | -------------------- | --------------------- | -------- | --- | --- |
| 01                                                                         | Alex Dunne           | MP Motorsport         | 1:38,818 | 07  | 02  |
| 02                                                                         | Sami Meguetounif     | Trident               | 1:38,860 | 05  | 04  |
| 03                                                                         | Sebastián Montoya    | Campos Racing         | 1:38,899 | 03  | 06  |
| 04                                                                         | Christian Mansell    | ART Grand Prix        | 1:38,905 | 09  | 08  |
| 05                                                                         | Dino Beganovic       | Prema Racing          | 1:38,956 | 02  | 10  |
| 06                                                                         | Tim Tramnitz         | MP Motorsport         | 1:38,959 | 01  | 12  |
| 07                                                                         | Joseph Loake         | Rodin Carlin          | 1:39,020 | 11  | 14  |
| 08                                                                         | Nikola Zolow         | ART Grand Prix        | 1:39,129 | 19  | 16  |
| 09                                                                         | Arvid Lindblad       | Prema Racing          | 1:39,219 | 12  | 17  |
| 10                                                                         | Martinius Stenshorne | Hitech Pulse-Eight    | 1:39,273 | 13  | 19  |
| 11                                                                         | Callum Voisin        | Rodin Carlin          | 1:39,294 | 18  | 21  |
| 12                                                                         | Nikita Bedrin        | AIX Racing            | 1:39,321 | 22  | 24  |
| 13                                                                         | Charlie Wurz         | Jenzer Motorsport     | 1:39,409 | 24  | 26  |
| 14                                                                         | Sophia Flörsch       | Van Amersfoort Racing | 1:39,550 | 25  | 27  |
| 107-Prozent-Zeit: 1:45,735 min (bezogen auf die Bestzeit von 1:38,818 min) |                      |                       |          |     |     |
| –                                                                          | Matías Zagazeta      | Jenzer Motorsport     | 2:45,165 | 28  | 28  |
| Quelle:                                                                    |                      |                       |          |     |     |

Anmerkungen
1. ↑  Leonardo Fornaroli erhielt eine Vier-Plätze-Strafrückversetzung für das Sprintrennen da er im Qualifying unnötig langsam fuhr.
2. ↑  Gabriele Minì erhielt eine Vier-Plätze-Strafrückversetzung für das Sprintrennen da er im Qualifying unnötig langsam fuhr.
3. ↑  Joshua Dufek erhielt eine Vier-Plätze-Strafrückversetzung für das Sprintrennen da er im Qualifying unnötig langsam fuhr.
4. ↑  Mari Boya erhielt eine Vier-Plätze-Strafrückversetzung für das Sprintrennen da er im Qualifying unnötig langsam fuhr.
5. ↑  Tasanapol Inthraphuvasak erhielt eine Vier-Plätze-Strafrückversetzung für das Sprintrennen da er im Qualifying unnötig langsam fuhr.
6. ↑  Luke Browning erhielt eine Vier-Plätze-Strafrückversetzung für das Sprintrennen da er im Qualifying unnötig langsam fuhr.
7. ↑  Piotr Wiśnicki erhielt eine Vier-Plätze-Strafrückversetzung für das Sprintrennen da er im Qualifying unnötig langsam fuhr.
8. ↑  Noel León erhielt eine Vier-Plätze-Strafrückversetzung für das Sprintrennen da er im Qualifying unnötig langsam fuhr.
9. ↑  Noel León erhielt eine Fünf-Plätze-Strafrückversetzung für das Hauptrennen aufgrund des verursachten Unfalles im Monza-Sprintrennen mit Nikola Zolow.
10. ↑  Max Esterson erhielt eine Vier-Plätze-Strafrückversetzung für das Sprintrennen da er im Qualifying unnötig langsam fuhr.
11. ↑  Noah Strømsted erhielt eine Vier-Plätze-Strafrückversetzung für das Sprintrennen da er im Qualifying unnötig langsam fuhr.
12. ↑  Tommy Smith erhielt eine Vier-Plätze-Strafrückversetzung für das Sprintrennen da er im Qualifying unnötig langsam fuhr.
13. ↑  Laurens van Hoepen konnte aufgrund eines Unfalles im Qualifying keine Rundenzeit setzen, erhielt aber von den Rennkommissaren aufgrund von akzeptablen Rundenzeiten im Training dennoch die Starterlaubnis.
14. ↑  Kacper Sztuka erhielt eine Fünf-Plätze-Strafrückversetzung für das Sprintrennen aufgrund des verursachten Unfalles im Monza-Qualifying mit Laurens van Hoepen.
15. ↑  Kacper Sztuka konnte aufgrund eines Unfalles im Qualifying keine Rundenzeit setzen. Er durfte allerdings am Sprintrennen aus der Boxengasse startend teilnehmen da die Trainingszeiten nicht als Referenz ausreichend waren.
16. ↑  Kacper Sztuka konnte aufgrund eines Unfalles im Qualifying keine Rundenzeit setzen, erhielt aber von den Rennkommissaren aufgrund von akzeptablen Rundenzeiten im Sprintrennen dennoch die Starterlaubnis für das Hauptrennen.
17. ↑  Christian Mansell erhielt eine Drei-Plätze-Strafrückversetzung für das Sprintrennen da er Dino Beganovic im Qualifying behinderte.
18. ↑  Nikola Zolow erhielt eine Drei-Plätze-Strafrückversetzung für das Sprintrennen da er Sophia Flörsch im Qualifying behinderte.
19. ↑  Matías Zagazeta scheiterte um eine Minute an der Qualifikation zur Rennteilnahme (107-Prozent-Regel), erhielt aber von den Rennkommissaren aufgrund von akzeptablen Rundenzeiten im Training dennoch die Starterlaubnis.

### Sprintrennen
| Pos.                                                                               | Fahrer                   | Team                  | Runden | Zeit      | Start | Schnellste Runde |
| ---------------------------------------------------------------------------------- | ------------------------ | --------------------- | ------ | --------- | ----- | ---------------- |
| 01                                                                                 | Tim Tramnitz             | MP Motorsport         | 17     | 33:52,339 | 01    | 1:39,555 (08.)   |
| 02                                                                                 | Santiago Ramos           | Trident               | 17     | + 0,911   | 04    | 1:39,272 (07.)   |
| 03                                                                                 | Alex Dunne               | MP Motorsport         | 17     | + 1,375   | 07    | 1:39,563 (08.)   |
| 04                                                                                 | Dino Beganovic           | Prema Racing          | 17     | + 1,937   | 02    | 1:39,290 (07.)   |
| 05                                                                                 | Sami Meguetounif         | Trident               | 17     | + 4,050   | 05    | 1:38,961 (08.)   |
| 06                                                                                 | Luke Browning            | Hitech Pulse-Eight    | 17     | + 4,126   | 17    | 1:39,445 (09.)   |
| 07                                                                                 | Mari Boya                | Campos Racing         | 17     | + 4,360   | 08    | 1:39,421 (09.)   |
| 08                                                                                 | Leonardo Fornaroli       | Trident               | 17     | + 4,843   | 16    | 1:38,802 (09.)   |
| 09                                                                                 | Gabriele Minì            | Prema Racing          | 17     | + 5,108   | 14    | 1:39,433 (09.)   |
| 10                                                                                 | Martinius Stenshorne     | Hitech Pulse-Eight    | 17     | + 5,593   | 13    | 1:39,695 (08.)   |
| 11                                                                                 | Sebastián Montoya        | Campos Racing         | 17     | + 5,779   | 03    | 1:39,697 (08.)   |
| 12                                                                                 | Arvid Lindblad           | Prema Racing          | 17     | + 5,927   | 12    | 1:39,533 (09.)   |
| 13                                                                                 | Laurens van Hoepen       | ART Grand Prix        | 17     | + 6,595   | 29    | 1:39,630 (11.)   |
| 14                                                                                 | Matías Zagazeta          | Jenzer Motorsport     | 17     | + 6,773   | 28    | 1:39,878 (11.)   |
| 15                                                                                 | Joseph Loake             | Rodin Carlin          | 17     | + 6,812   | 11    | 1:39,518 (09.)   |
| 16                                                                                 | Sophia Flörsch           | Van Amersfoort Racing | 17     | + 6,852   | 25    | 1:40,378 (10.)   |
| 17                                                                                 | Noah Strømsted           | Campos Racing         | 17     | + 6,995   | 26    | 1:40,731 (11.)   |
| 18                                                                                 | Kacper Sztuka            | MP Motorsport         | 17     | + 8,668   | PL    | 1:40,258 (11.)   |
| 19                                                                                 | Nikola Zolow             | ART Grand Prix        | 17     | + 11,030  | 19    | 1:39,884 (11.)   |
| 20                                                                                 | Cian Shields             | Hitech Pulse-Eight    | 17     | + 12,389  | 15    | 1:40,498 (11.)   |
| 21                                                                                 | Tasanapol Inthraphuvasak | AIX Racing            | 17     | + 17,500  | 06    | 1:39,605 (09.)   |
| 22                                                                                 | Christian Mansell        | ART Grand Prix        | 17     | + 18,075  | 09    | 1:39,903 (11.)   |
| 23                                                                                 | Tommy Smith              | Van Amersfoort Racing | 17     | + 18,511  | 27    | 1:41,762 (07.)   |
| 24                                                                                 | Charlie Wurz             | Jenzer Motorsport     | 16     | DNF       | 24    | 1:39,785 (09.)   |
| 25                                                                                 | Callum Voisin            | Rodin Carlin          | 16     | + 1 Runde | 18    | 1:39,605 (10.)   |
| –                                                                                  | Joshua Dufek             | AIX Racing            | 13     | DNF       | 10    | 1:42,794 (09.)   |
| –                                                                                  | Max Esterson             | Jenzer Motorsport     | 12     | DNF       | 23    | 1:39,636 (10.)   |
| –                                                                                  | Piotr Wiśnicki           | Rodin Carlin          | 12     | DNF       | 20    | 1:40,231 (09.)   |
| –                                                                                  | Nikita Bedrin            | AIX Racing            | 01     | DNF       | 22    | keine Zeit       |
| –                                                                                  | Noel León                | Van Amersfoort Racing | 01     | DNF       | 21    | keine Zeit       |
| Schnellste Rennrunde, die für Punkte berechtigt ist: Leonardo Fornaroli (1:38,802) |                          |                       |        |           |       |                  |
| Quelle:                                                                            |                          |                       |        |           |       |                  |

Anmerkungen
1. ↑  Sebastián Montoya erhielt eine Fünf-Sekunden-Strafe (abdrängen eines anderen Fahrers), die auf die Endzeit aufaddiert wurde; er verlor neun Positionen im Endresultat.
2. ↑  Cian Shields erhielt eine Fünf-Sekunden-Strafe (Verursachung eines Unfalles), die auf die Endzeit aufaddiert wurde; er verlor keine Position im Endresultat.
3. ↑  Tasanapol Inthraphuvasak erhielt eine Zehn-Sekunden-Strafe (überholen während einer Safety-Car-Phase), die auf die Endzeit aufaddiert wurde; er verlor drei Positionen im Endresultat.
4. ↑  Christian Mansell erhielt zwei Fünf-Sekunden-Strafe (abdrängen eines anderen Fahrers und Höchstgeschwindigkeit in der Boxengasse überschritten), die auf die Endzeit aufaddiert wurde; er verlor vier Positionen im Endresultat.
5. ↑  Tommy Smith erhielt eine Zehn-Sekunden-Strafe (Verursachung eines Unfalles), die auf die Endzeit aufaddiert wurde; er verlor fünf Positionen im Endresultat.

### Hauptrennen
| Pos.                                                                                 | Fahrer                   | Team                  | Runden | Zeit       | Start | Schnellste Runde |
| ------------------------------------------------------------------------------------ | ------------------------ | --------------------- | ------ | ---------- | ----- | ---------------- |
| 01                                                                                   | Sami Meguetounif         | Trident               | 22     | 39:58,179  | 04    | 1:39,741 (12.)   |
| 02                                                                                   | Leonardo Fornaroli       | Trident               | 22     | + 4,587    | 01    | 1:39,605 (12.)   |
| 03                                                                                   | Christian Mansell        | ART Grand Prix        | 22     | + 5,522    | 08    | 1:39,656 (12.)   |
| 04                                                                                   | Alex Dunne               | MP Motorsport         | 22     | + 6,862    | 02    | 1:39,937 (12.)   |
| 05                                                                                   | Martinius Stenshorne     | Hitech Pulse-Eight    | 22     | + 10,650   | 19    | 1:39,435 (11.)   |
| 06                                                                                   | Tim Tramnitz             | MP Motorsport         | 22     | + 12,889   | 12    | 1:39,690 (10.)   |
| 07                                                                                   | Noel León                | Van Amersfoort Racing | 22     | + 14,664   | 22    | 1:39,929 (11.)   |
| 08                                                                                   | Laurens van Hoepen       | ART Grand Prix        | 22     | + 15,429   | 29    | 1:39,752 (11.)   |
| 09                                                                                   | Dino Beganovic           | Prema Racing          | 22     | + 17,071   | 02    | 1:39,671 (11.)   |
| 10                                                                                   | Joshua Dufek             | AIX Racing            | 22     | + 18,796   | 07    | 1:40,345 (11.)   |
| 11                                                                                   | Tasanapol Inthraphuvasak | AIX Racing            | 22     | + 21,060   | 11    | 1:39,622 (11.)   |
| 12                                                                                   | Kacper Sztuka            | MP Motorsport         | 22     | + 22,874   | 30    | 1:40,780 (11.)   |
| 13                                                                                   | Nikita Bedrin            | AIX Racing            | 22     | + 23,472   | 24    | 1:40,868 (10.)   |
| 14                                                                                   | Charlie Wurz             | Jenzer Motorsport     | 22     | + 23,591   | 26    | 1:40,400 (11.)   |
| 15                                                                                   | Tommy Smith              | Van Amersfoort Racing | 22     | + 23,657   | 25    | 1:40,171 (11.)   |
| 16                                                                                   | Arvid Lindblad           | Prema Racing          | 22     | + 25,794   | 17    | 1:39,678 (11.)   |
| 17                                                                                   | Nikola Zolow             | ART Grand Prix        | 22     | + 26,469   | 16    | 1:40,362 (11.)   |
| 18                                                                                   | Santiago Ramos           | Trident               | 22     | + 26,913   | 05    | 1:39,708 (11.)   |
| 19                                                                                   | Joseph Loake             | Rodin Carlin          | 22     | + 27,597   | 14    | 1:41,122 (09.)   |
| 20                                                                                   | Luke Browning            | Hitech Pulse-Eight    | 22     | + 31,505   | 13    | 1:40,049 (11.)   |
| 21                                                                                   | Sebastián Montoya        | Campos Racing         | 22     | + 1:38,106 | 06    | 1:39,834 (11.)   |
| 22                                                                                   | Callum Voisin            | Rodin Carlin          | 21     | DNF        | 21    | 1:39,675 (11.)   |
| 23                                                                                   | Noah Strømsted           | Campos Racing         | 21     | DNF        | 23    | 1:40,358 (12.)   |
| –                                                                                    | Max Esterson             | Jenzer Motorsport     | 14     | DNF        | 18    | 1:39,823 (10.)   |
| –                                                                                    | Mari Boya                | Campos Racing         | 09     | DNF        | 09    | 1:42,743 (02.)   |
| –                                                                                    | Piotr Wiśnicki           | Rodin Carlin          | 03     | DNF        | 15    | 1:49,131 (02.)   |
| –                                                                                    | Cian Shields             | Hitech Pulse-Eight    | 02     | DNF        | 20    | keine Zeit       |
| –                                                                                    | Sophia Flörsch           | Van Amersfoort Racing | 02     | DNF        | 27    | 1:43,893 (02.)   |
| –                                                                                    | Matías Zagazeta          | Jenzer Motorsport     | 02     | DNF        | 28    | 1:43,861 (02.)   |
| –                                                                                    | Gabriele Minì            | Prema Racing          | 22     | DSQ        | 03    | 1:39,470 (12.)   |
| Schnellste Rennrunde, die für Punkte berechtigt ist: Martinius Stenshorne (1:39,435) |                          |                       |        |            |       |                  |
| Quelle:                                                                              |                          |                       |        |            |       |                  |

Anmerkungen
1. ↑  Tasanapol Inthraphuvasak erhielt eine Zehn-Sekunden-Strafe (Streckenbegrenzung überfahren und inkorrekt auf die Strecke wieder zurückgekehrt), die auf die Endzeit aufaddiert wurde; er verlor fünf Positionen im Endresultat.
2. ↑  Arvid Lindblad erhielt eine Zehn-Sekunden-Strafe (Verursachung eines Unfalles), die auf die Endzeit aufaddiert wurde; er verlor sieben Positionen im Endresultat.
3. ↑  Luke Browning erhielt eine Fünf-Sekunden-Strafe (zu langsam während einer Safety-Car-Phase) und eine Zehn-Sekunden-Strafe (Verursachung eines Unfalles), die auf die Endzeit aufaddiert wurde; er verlor elf Positionen im Endresultat.
4. ↑  Sebastián Montoya erhielt eine Fünf-Sekunden-Strafe (Streckenbegrenzung überfahren und inkorrekt auf die Strecke wieder zurückgekehrt), die auf die Endzeit aufaddiert wurde; er verlor keine Positionen im Endresultat.
5. ↑  Noah Strømsted erhielt eine Zehn-Sekunden-Strafe (Verursachung eines Unfalles), die auf die Endzeit aufaddiert wurde; er verlor keine Positionen im Endresultat.
6. ↑  Max Esterson erhielt eine Fünf-Sekunden-Strafe (Streckenbegrenzung überfahren und inkorrekt auf die Strecke wieder zurückgekehrt) und eine Zehn-Sekunden-Strafe (Verursachung eines Unfalles), die auf die Endzeit aufaddiert wurde; er verlor keine Positionen im Endresultat.
7. ↑  Gabriele Minì beendete das Rennen auf Platz zwei, wurde aber aufgrund eines technischen Verstoßes (zu niedriger Reifendruck) nachträglich disqualifiziert.

## Meisterschafts-Stände nach dem Rennwochenende
Beim Hauptrennen (HAU) bekamen die ersten Zehn des Rennens 25, 18, 15, 12, 10, 8, 6, 4, 2 bzw. 1 Punkt(e). Beim Sprintrennen (SPR) erhielten die ersten Zehn des Rennens 10, 9, 8, 7, 6, 5, 4, 3, 2 bzw. 1 Punkt(e). Die zusätzlichen zwei Punkte für die Pole-Position im Hauptrennen gingen an Leonardo Fornaroli, der Extrapunkt für die schnellste Rennrunde wurde an Martinius Stenshorne (HAU) sowie Leonardo Fornaroli (SPR) vergeben.

### Fahrerwertung
| Pos. | Fahrer             | Team                  | Punkte |
| ---- | ------------------ | --------------------- | ------ |
| 01   | Leonardo Fornaroli | Trident               | 153    |
| 02   | Gabriele Minì      | Prema Racing          | 130    |
| 03   | Luke Browning      | Hitech Pulse-Eight    | 128    |
| 04   | Arvid Lindblad     | Prema Racing          | 113    |
| 05   | Christian Mansell  | ART Grand Prix        | 112    |
| 06   | Dino Beganovic     | Prema Racing          | 109    |
| 07   | Oliver Goethe      | Campos Racing         | 94     |
| 08   | Sami Meguetounif   | Trident               | 84     |
| 09   | Tim Tramnitz       | MP Motorsport         | 81     |
| 10   | Noel León          | Van Amersfoort Racing | 79     |
| 11   | Nikola Zolow       | ART Grand Prix        | 75     |
| 12   | Callum Voisin      | Rodin Carlin          | 67     |
| 13   | Laurens van Hoepen | ART Grand Prix        | 58     |
| 14   | Alex Dunne         | MP Motorsport         | 50     |
| 15   | Mari Boya          | Campos Racing         | 45     |
| 16   | Santiago Ramos     | Trident               | 44     |
| 17   | Sebastián Montoya  | Campos Racing         | 40     |

| Pos. | Fahrer                   | Team                  | Punkte |
| ---- | ------------------------ | --------------------- | ------ |
| 18   | Martinius Stenshorne     | Hitech Pulse-Eight    | 38     |
| 19   | Nikita Bedrin            | AIX Racing            | 25     |
| 20   | Tommy Smith              | Van Amersfoort Racing | 12     |
| 21   | Max Esterson             | Jenzer Motorsport     | 11     |
| 22   | Charlie Wurz             | Jenzer Motorsport     | 10     |
| 23   | Piotr Wiśnicki           | Rodin Carlin          | 10     |
| 24   | Tasanapol Inthraphuvasak | AIX Racing            | 9      |
| 25   | Matías Zagazeta          | Jenzer Motorsport     | 8      |
| 26   | Joseph Loake             | Rodin Carlin          | 8      |
| 27   | Kacper Sztuka            | MP Motorsport         | 6      |
| 28   | Joshua Dufek             | AIX Racing            | 1      |
| 29   | Sophia Flörsch           | Van Amersfoort Racing | 0      |
| 30   | Cian Shields             | Hitech Pulse-Eight    | 0      |
| 31   | Tuukka Taponen           | ART Grand Prix        | 0      |
| 32   | Noah Strømsted           | Campos Racing         | 0      |
| 33   | James Wharton            | AIX Racing            | 0      |
| 34   | James Hedley             | Jenzer Motorsport     | 0      |

### Teamwertung
| Pos. | Konstrukteur       | Punkte |
| ---- | ------------------ | ------ |
| 01   | Prema Racing       | 352    |
| 02   | Trident            | 281    |
| 03   | ART Grand Prix     | 245    |
| 04   | Campos Racing      | 179    |
| 05   | Hitech Pulse-Eight | 166    |

| Pos. | Konstrukteur          | Punkte |
| ---- | --------------------- | ------ |
| 06   | MP Motorsport         | 137    |
| 07   | Van Amersfoort Racing | 91     |
| 08   | Rodin Motorsport      | 85     |
| 09   | AIX Racing            | 35     |
| 10   | Jenzer Motorsport     | 29     |